# Oude Onze-Lieve-Vrouw Visitatiekerk (Budel)
De Oude Onze-Lieve-Vrouw Visitatiekerk was de voorganger van de huidige Onze-Lieve-Vrouw Visitatiekerk te Budel. De kerk lag aan de huidige Kerkstraat 10.

## Geschiedenis
De eerste kerk van Budel werd omstreeks 1100 gebouwd. Het was een eenvoudig romaans gebouw. De kerk was onderhorig aan het Maria-Stift te Aken en werd daarom ook aan Onze-Lieve-Vrouw gewijd.
Omstreeks 1350 werd het kerkje door een gotische kerk vervangen, gekenmerkt door een middenschip, twee zijbeuken, en een gedrongen toren met lage spits. Deze kerk werd in 1504 door de Geldersen geplunderd en later herbouwd. Pas in 1559 werd Budel een officiële parochie.
In 1566 woedde de Beeldenstorm, waarna herstel volgde. Pas in 1618 werd de kerk definitief hersteld, maar in 1648 werd ze genaast door de hervormden. De katholieken waren aangewezen op grenskerken (Grashut en Weerderhuis), Hamont of bij de Minderbroeders te Weert. Later kwam er in Budel een schuurkerk in de Nieuwstraat.
In 1798 herkregen de katholieken deze kerk, maar ze bleven voorlopig nog in de schuurkerk en de Grashut kerken, totdat deze in 1800 beide door een wervelstorm werden verwoest. De oude kerk werd daarop hersteld en weer in gebruik genomen. In 1853 werd de kerk nog verbouwd, en toen werd ook de kenmerkende gedrongen peervormige gebogen spits op de toren aangebracht.
In 1902 begon men aan de bouw van de huidige kerk. De oude kerk werd nog even gespaard, maar de toren werd gesloopt, doch in 1910 werd de gehele kerk afgebroken.

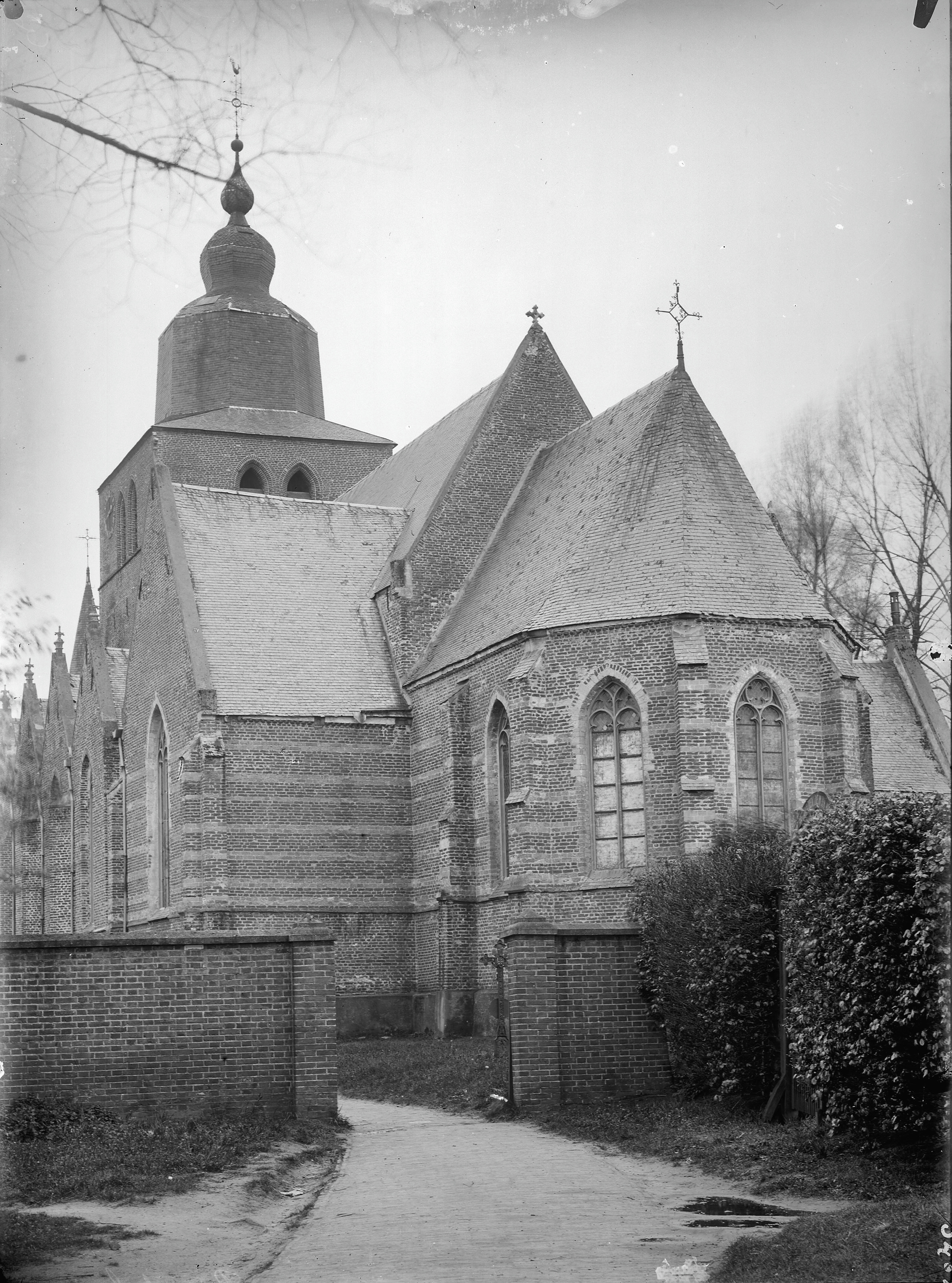
koor
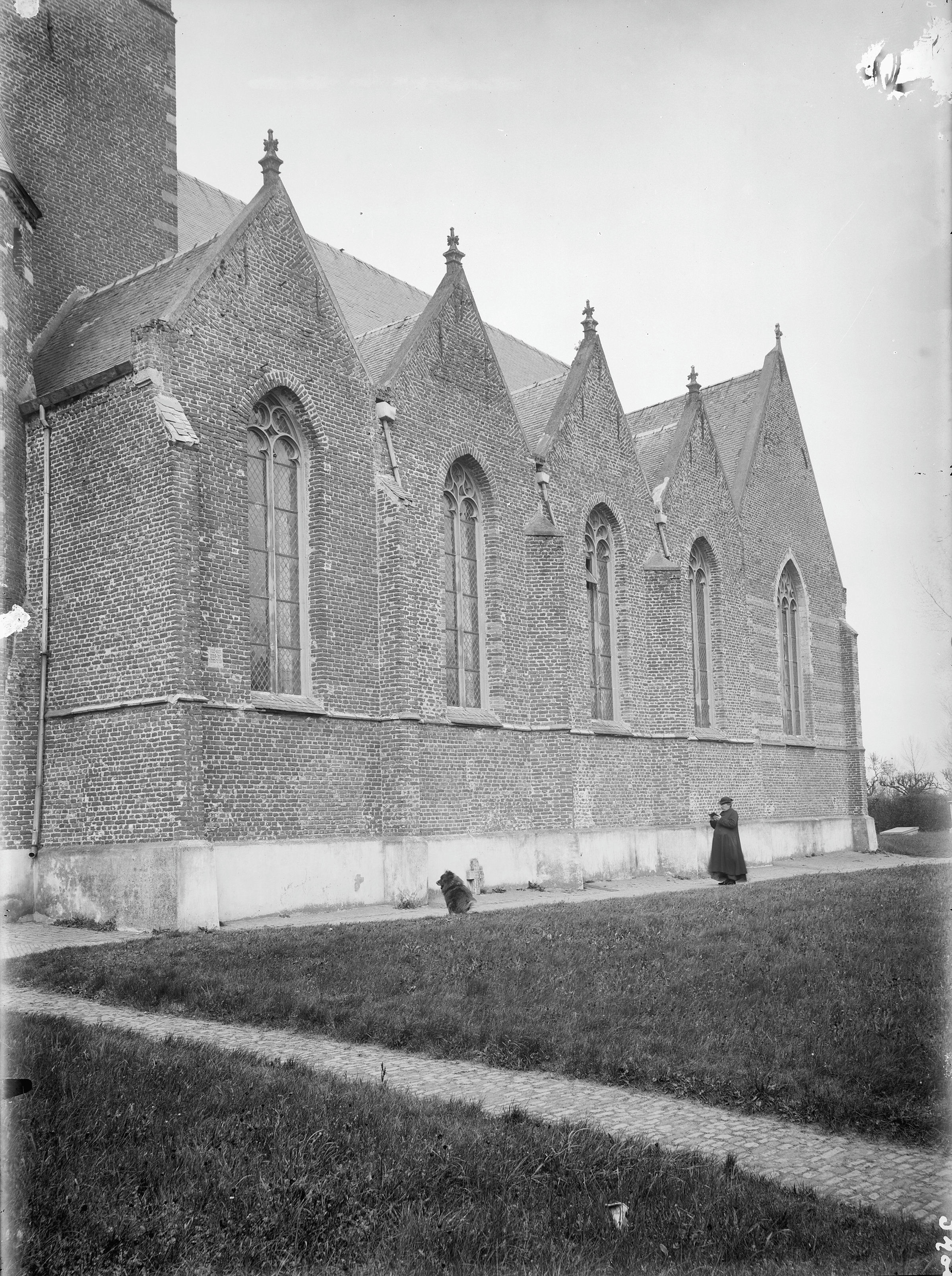
zuidgevel
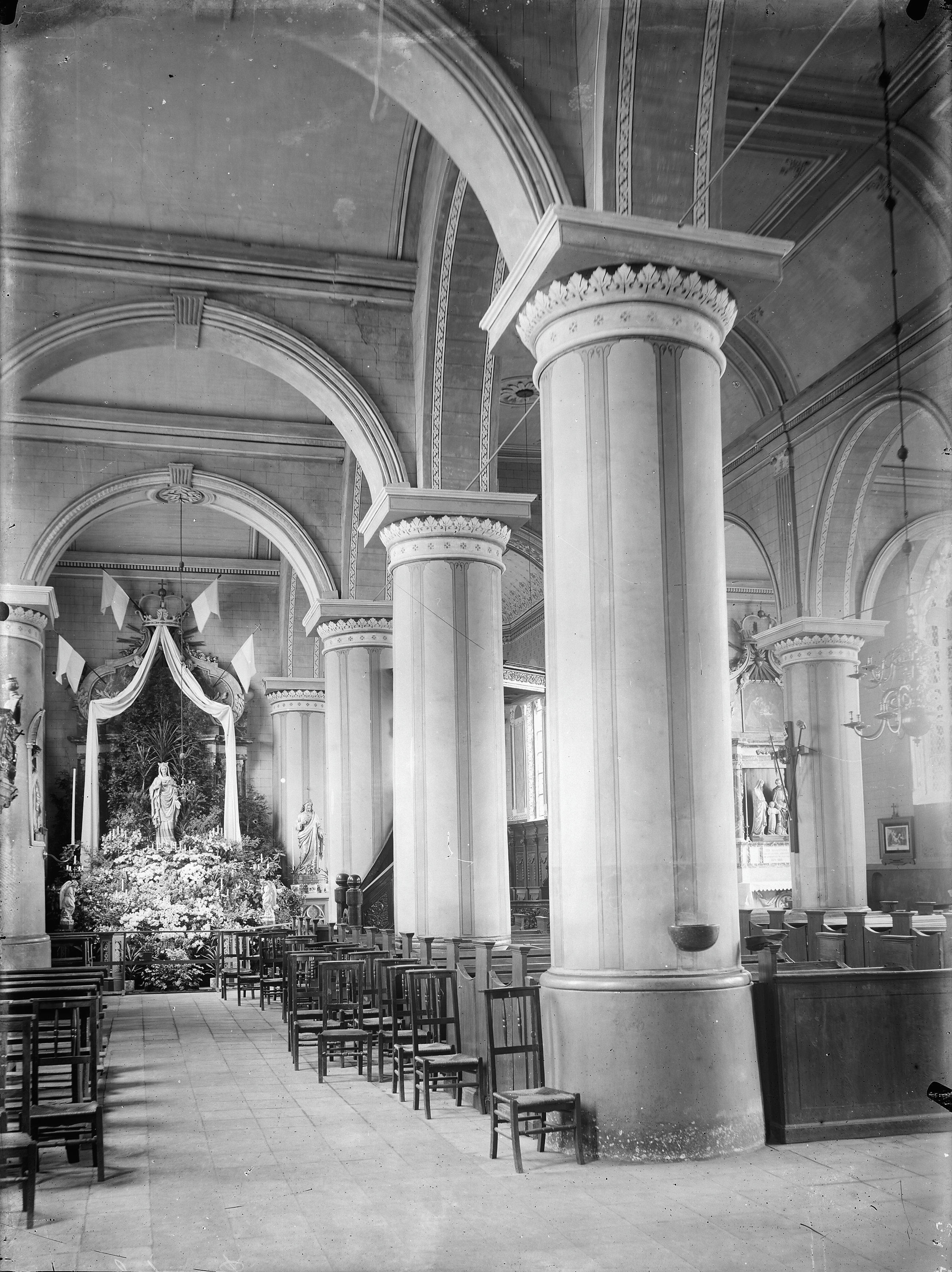
interieur